# Liste der Kulturdenkmäler in Gentingen
In der Liste der Kulturdenkmäler in Gentingen sind alle Kulturdenkmäler der rheinland-pfälzischen Ortsgemeinde Gentingen aufgeführt. Grundlage ist die Denkmalliste des Landes Rheinland-Pfalz (Stand: 27. Juni 2022).

## Einzeldenkmäler
| Bezeichnung                                      | Lage            | Baujahr         | Beschreibung | Bild                           |
| ------------------------------------------------ | --------------- | --------------- | --- | ------------------------------ |
| Katholische Filialkirche St. Johannes der Täufer | Dorfstraße Lage | 12. Jahrhundert | im Kern romanischer Saalbau mit Chorturm, 12. Jahrhundert, bezeichnet 1710 (wohl Renovierung), Schiff bezeichnet 1696 (wohl grundlegende Renovierung); Sakristeianbau angeblich aus dem 19. Jahrhundert; mit Ausstattung | weitere Bilder Fotos hochladen |